# Hermione Farthingale
Hermione Farthingale est une danseuse, artiste et actrice anglaise née en 1949. Elle a profondément influencé le chanteur-auteur-compositeur David Bowie, dont elle a été la compagne en 1968 et 1969.

## Biographie
Hermione Dennis (Farthingale est un pseudonyme) naît en 1949 d'un père homme de loi aisé. Elle grandit à Edenbridge, dans le Kent. C'est à la fin des années 1960 une belle jeune femme frêle, tranquille, élancée (1,78 mètre), aux pommettes hautes et aux longs cheveux blond vénitien, qui étudie le ballet classique. Son milieu d'origine est plus éduqué et plus aisé que celui de Bowie et de ses amis : le guitariste John Hutchinson la qualifie de « belle fille mais un peu chic... je faisais toujours attention à ne pas jurer devant elle ». Le producteur Ken Pitt voit en elle « une fille charmante, qui avait tout de la muse ».

### Relation avec David Bowie
Elle fait la rencontre de David Bowie fin 1967 (le chanteur n'est pas encore célèbre), dans un séminaire de formation de Lindsay Kemp, à Covent Garden. Le 26 ou le 31 janvier 1968 lors du tournage d'un téléfilm de la BBC (The Pistol Shot), tous deux sont sélectionnés au nombre des quelque seize figurants qui doivent danser un menuet, : le couple tombe sur-le-champ amoureux,. Quelques semaines plus tard Bowie rejoint celle que ses amis surnomment Marnie dans sa co-location, une chambre dans une maison de style géorgien de South Kensington,. Le couple est décidé à vivre ensemble une vie de bohème.
Après un premier groupe, Turquoise, composé en septembre d'Hermione, David et du guitariste Tony Hill, le couple monte avec leur ami John 'Hutch' Hutchinson le trio éphémère Feathers, qui mixe poésie, musique et mime et se produit pour la première fois le 17 novembre 1968. Tous trois sont les acteurs de Love You Till Tuesday, un court-métrage de 28 minutes de Malcolm J. Thomson destiné à promouvoir les chansons de Bowie. The Times sélectionne le couple comme sujet d'un article de Sheila More paru le 11 décembre 1968 sous le titre The Restless Generation.
Hermione Farthingale quitte Londres et Bowie début 1969, pour partir en Scandinavie pendant sept mois danser sur le tournage d'un film intitulé Song of Norway, : c'est la rupture, dont Bowie, « le cœur dans l'eau », mettra longtemps à se remettre,,. Il retourne loger chez son manager Ken Pitt, « blessé et destabilisé » selon celui-ci, et reprend sa relation épisodique avec Dana Gillespie. Pour reconquérir Hermione, il lui adresse des messages à travers ses chansons ; las, « ça n'a pas marché : je ne l'ai jamais revue »,.
Quelques années plus tard, le chanteur reste traumatisé : « notre amour était parfait, tellement parfait qu'il s'est consumé en deux ans. On était trop proches, on pensait pareil et on passait tout notre temps dans une chambre assis au bord du lit ». En 2000, Bowie conserve encore toutes ses lettres. Le couple ne se reverra que le 10 juillet 2002, dans les coulisses d'un concert de la tournée Heathen à Manchester auquel assiste Hermione (une date de fin des années 1990 (Earthling Tour, 1997) est parfois rapportée).

### Vie ultérieure
Pendant les six mois de tournage de Song of Norway (ou peu avant celui de Love You Till Tuesday,), Hermione rencontre le danseur américain Stephen Reinhardt avec qui elle entame une nouvelle relation. Elle cherche alors à s'installer aux États-Unis mais faute d'emploi ne peut y rester.
En 1971 elle est membre du ballet de l'Opéra national du Pays de Galles. Elle tient un petit rôle dans le film Toute la ville danse (en), une biographie musicale de Johann Strauss par Andrew L. Stone.
En 1972, Hermione part vivre en Papouasie-Nouvelle-Guinée avec son ami et futur époux l'anthropologue et médecin Stephen Frankel, : celui-ci exerce en 1973 et 1974 la charge de médecin responsable pour la province du Sepik occidental. Elle y publie en 1978 un recueil de photographies et de peintures sur les ornements peints sur les canoés papous. Le couple a deux enfants, puis se sépare. Avant ou après cette séparation, Hermione vit un temps en Autriche.
En 2016 elle habite à Bristol, où elle enseigne le yoga et le pilates et vend ses productions artistiques. En 2019 elle apparaît dans le documentaire de la BBC David Bowie: Finding Fame, consacré aux années où le musicien cherche la célébrité.

## Dans l’œuvre de Bowie
David Bowie lui dédie sa chanson Letter to Hermione en 1969 (la seule de son œuvre où l'auteur-compositeur mentionne explicitement le nom d'une inspiratrice). Ce n'est en fait qu'à son retour au Royaume-Uni en février 1970, qu'elle découvre le titre par un acétate que lui donne Calvin Mark Lee, ami et interlocuteur de Bowie chez Mercury Records.
Hermione lui a aussi inspiré An Occasional Dream,, Unwashed and Somewhat Slightly Dazed, sur le même album David Bowie, Conversation Piece et un peu plus tard She Shook Me Cold. Bien que « des générations de journalistes paresseux » » l'identifient à la « fille aux cheveux ternes » (the girl with the mousy hair) d'un des plus grands succès de Bowie, Life on Mars? (1971), Hermione a toujours démenti cette parenté, arguant qu'elle arborait alors au contraire une chevelure d'un roux flamboyant, qui aurait plutôt pu inspirer Bowie pour la création de son personnage de Ziggy Stardust.
Le spécialiste de Bowie Chris O'Leary estime probable que la chanson Survive (1999), où l'auteur fait le point sur une ancienne relation, fasse référence à Hermione. L'explication que donne le chanteur dans une interview à Uncut :
« There was a time in my life where I was desperately in love with a girl — and I met her, as it happens, quite a number of years later. And boy, was the flame dead! »
« Il y a eu un moment de ma vie où j'étais désespérément amoureux d'une fille — et je l'ai rencontrée, en l'occurrence, bien des années plus tard. Et bon sang, la flamme était morte ! »
correspond à ce qu'incarne Hermione dans l'esprit de Bowie : l'amour perdu, qui symbolise tout ce qu'il a laissé dans les années 1960. Cependant, les retrouvailles des deux amants datent de 2002, trois ans après l'enregistrement du morceau.
Bien plus tard, dans le clip de la chanson Where Are We Now? (2013) Bowie porte un T-shirt marqué « m/s Song of Norway », ultime clin d’œil public à son amie.

## Filmographie
- Theatre 625 (série TV, 1968, The Pistol Shot)
- Inspector Clouseau (1968)[32] : non créditée
- David Bowie: Ching-a-Ling (court-métrage, 1969) : son propre rôle
- David Bowie: Sell Me a Coat (court-métrage, 1969) : son propre rôle
- David Bowie: When I Live My Dream (court-métrage, 1969) : son propre rôle
- Love You Till Tuesday (court-métrage promotionnel, 1969, regroupe les trois titres précédents)
- Ah Dieu ! que la guerre est jolie (1969) : une choriste[33]
- Dancing Shoes (court-métrage documentaire, 1969) : son propre rôle
- Music on 2 (série TV, 1970, Tales of Hoffmann) : une danseuse
- Song of Norway (1970) : une danseuse[33]
- The Great Waltz (1972) (en) : Louise
- David Bowie: Finding Fame (documentaire, 2019) : son propre rôle.

## Art
- (en) Hermione Frankel, Canoes of Walomo, Institute of Papua New Guinea studies, 1978, 60 p.[34],[23]

## Divers
Dans sa chanson Song of Norway (2013), le chanteur écossais Momus invente une lettre nostalgique de Bowie adressée à Hermione, comparant cruellement leur destins respectifs après leur rupture : « One of us made history / You made The Song of Norway ».